# Ritchiea pygmaea
Ritchiea pygmaea är en kaprisväxtart som först beskrevs av Ernest Friedrich Gilg, och fick sitt nu gällande namn av De Wolf. Ritchiea pygmaea ingår i släktet Ritchiea och familjen kaprisväxter. Inga underarter finns listade i Catalogue of Life.